# Taimuraz Friev
Taimuraz Friev Naskidaeva (ros. Таймураз Русланович Фриев, Tajmuraz Rusłanowicz Frijew; ur. 15 września 1986) – rosyjski i od 2013 roku hiszpański zapaśnik walczący w stylu wolnym. Olimpijczyk z Rio de Janeiro 2016, gdzie zajął trzynaste miejsce w kategorii 74 kg.
Brązowy medalista mistrzostw świata w 2018 i piąty w 2013. Piąty w indywidualnym Pucharze Świata w 2020. Dziewiąty na igrzyskach europejskich w 2015 i ósmy w 2019. Siódmy na mistrzostwach Europy w 2019. Brązowy medalista igrzyskach śródziemnomorskich w 2018 i ósmy w 2013. Mistrz śródziemnomorski w 2015. Trzeci na mistrzostwach Rosji w 2008 roku.